# Non plus ultras
Non plus ultras je český film režiséra Jakuba Sluky z roku 2004. Scénář vychází ze skutečných událostí a odehrává se hlavně mezi fanoušky Sparty Praha.

## Děj
Sparťanský fanoušek Tyčka se jednoho dne dostane mezi stárnoucí fotbalové chuligány a během několika týdnů spolu prožijí řadu nečekaných událostí. Vše vyvrcholí ve chvíli, kdy do Prahy zamíří jejich celoživotní vzory, angličtí hooligans, o kterých pak zjistí, že jsou gayové. Sparťané cestují na utkání Sparty s jejím největším rivalem, Baníkem Ostrava (tehdy ještě na Bazalech).